# Foudre (récipient)
Pour les articles homonymes, voir Foudre (homonymie).

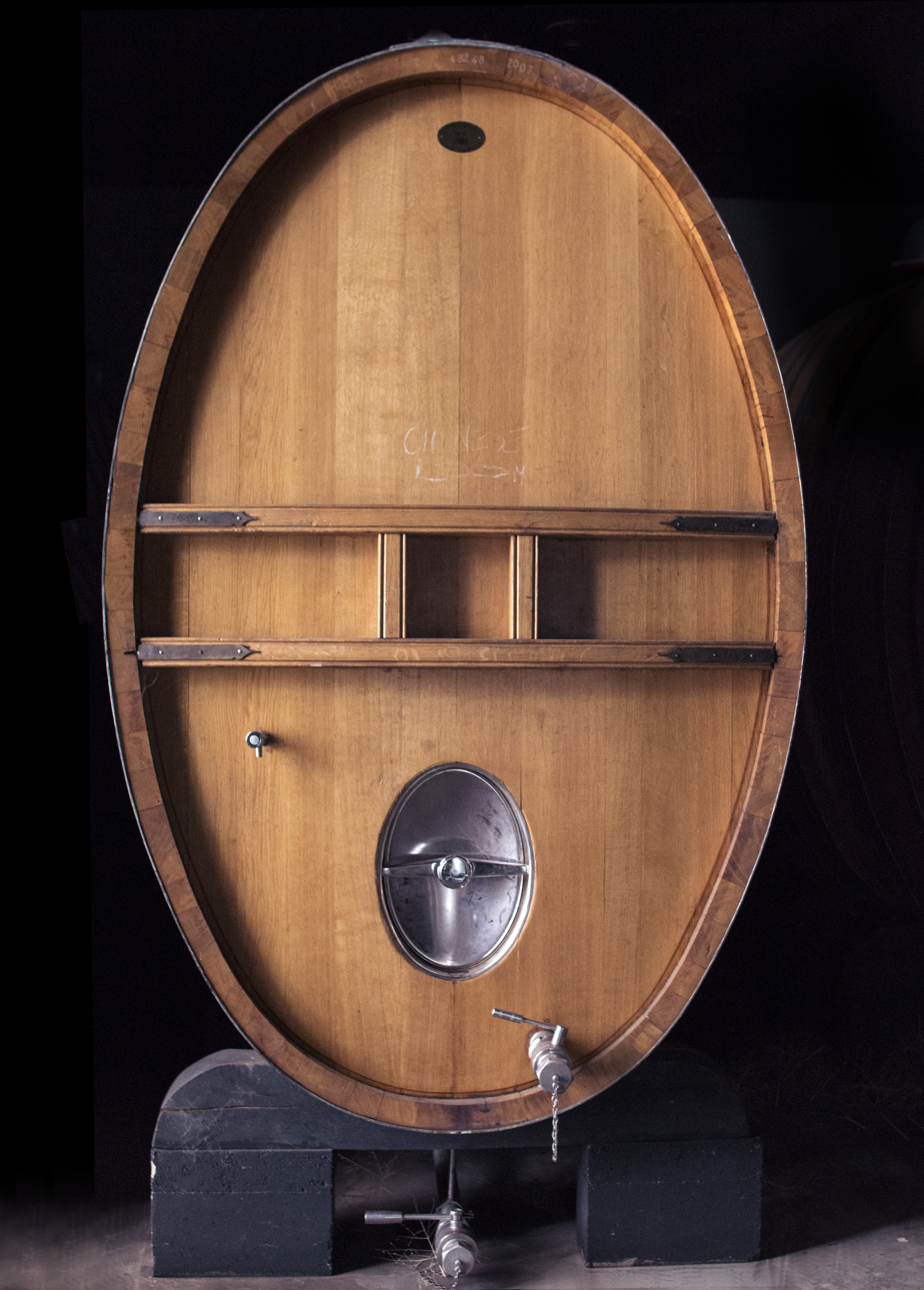
Foudre en bois, de 45 hectolitres.

Le foudre est un tonneau de très grande capacité, équivalent à plusieurs tonneaux. Il sert au stockage des alcools tels que le vin, le cognac, ou la bière rouge.

## Étymologie
Ce mot serait d'origine germanique : Fuder.

## Foudres célèbres
Le foudre nommé le « Grand tonneau », d'une capacité de 2 217,26 hectolitres, est installé en 1751 dans la cave du Château de Heidelberg en Allemagne.
Le « Foudre Mercier ». En 1871, Eugène Mercier lance la construction d'un foudre de 1 600 hectolitres et pour faire connaître son champagne, il va le déplacer jusqu'à Paris pour l'Exposition universelle de 1889.
Le plus grand foudre au monde se situe à Thuir (Pyrénées-Orientales) il est la propriété de la cave Byrrh, et contient 10 002 hectolitres pour un poids de 110 tonnes à vide.

## Fabrication

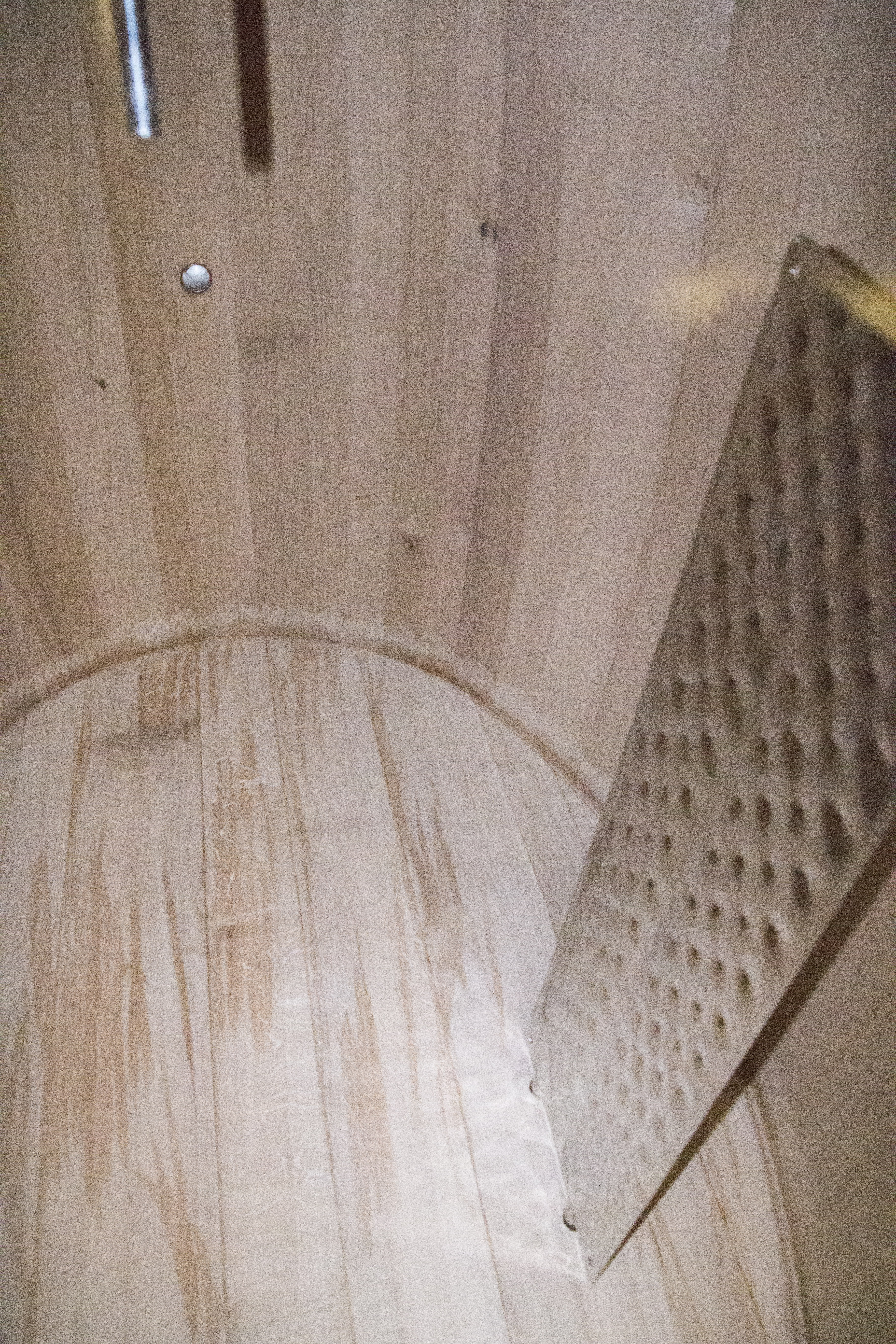
Intérieur d'un foudre équipé d'un drapeau d'échange thermique pour le contrôle de la température.

La fabrication des foudres se fait par un foudrier, elle est similaire à la fabrication d'un tonneau, mais elle diffère par la dimension de l'objet. L'art de les fabriquer diffère donc du métier de tonnelier.
Les foudres comportent des caractéristiques des cuves en plus de celles d'un tonneau, comme la présence d'une porte, un système de contrôle de température, un dégustateur, des vannes, etc. Le foudrier doit donc maîtriser un aspect supplémentaire du travail du bois pour assurer l’étanchéité de ces éléments insérés aux foudres. 

## Galerie d'images

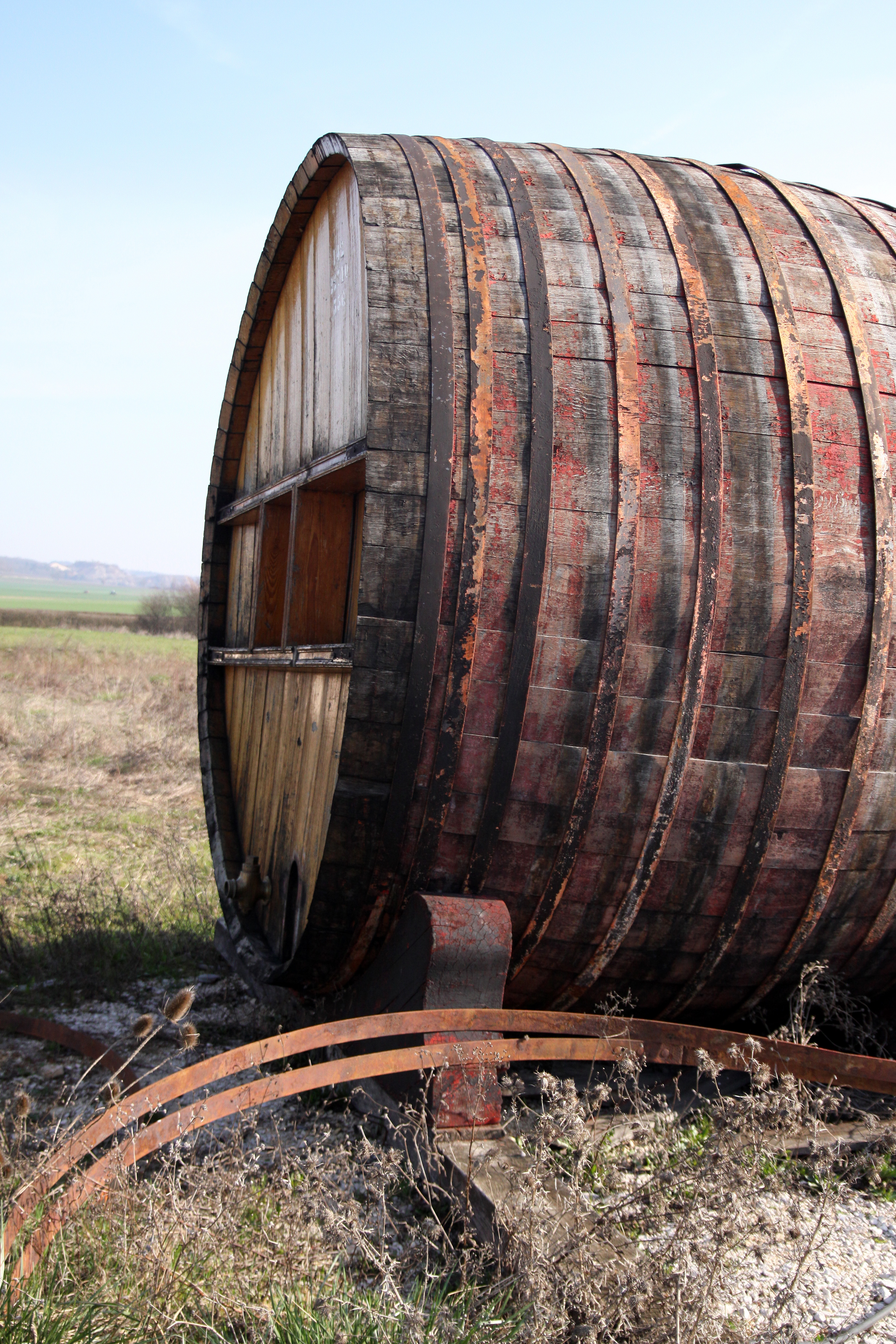
Foudre ancien.
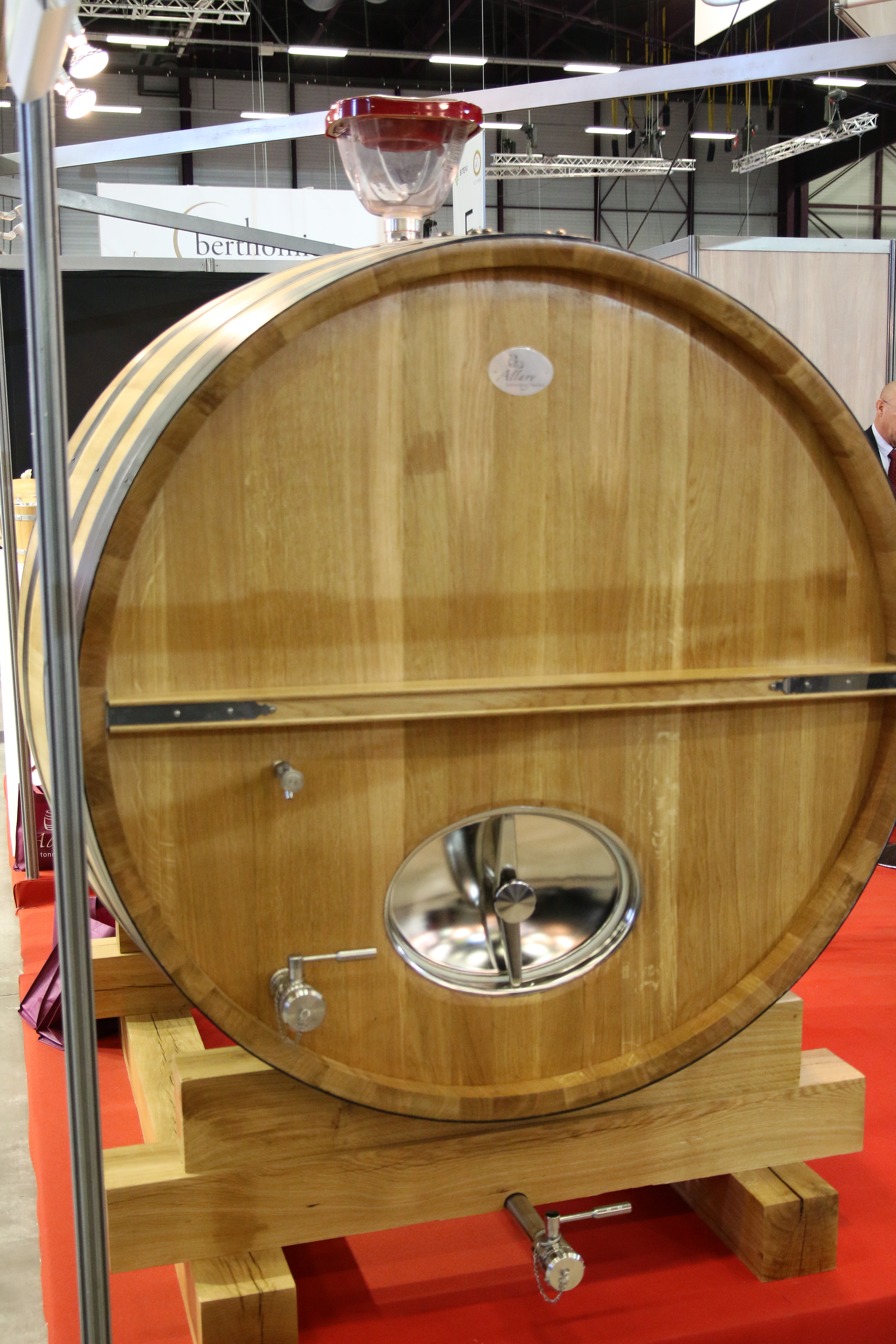
Foudre de vinification.
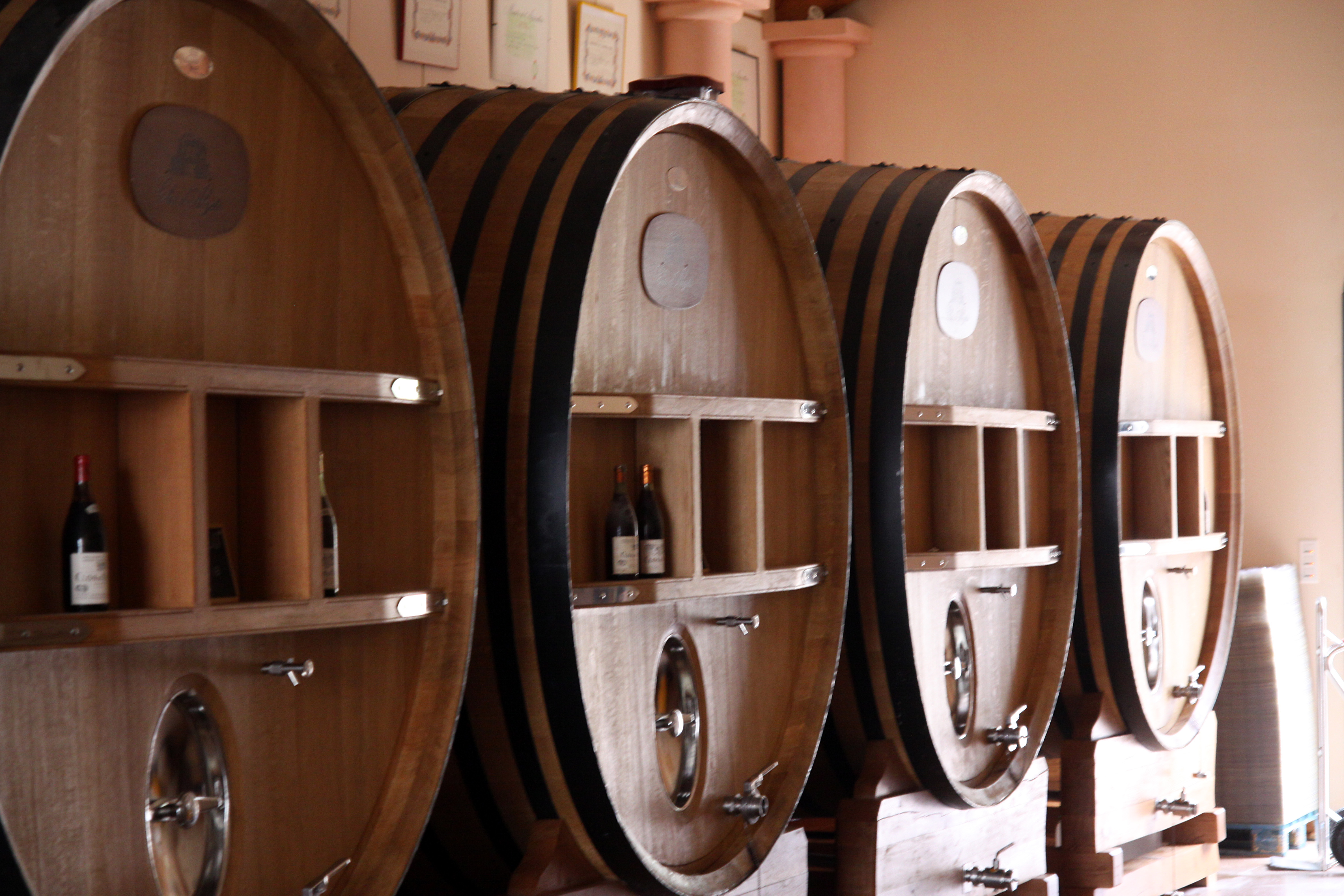
Foudres.
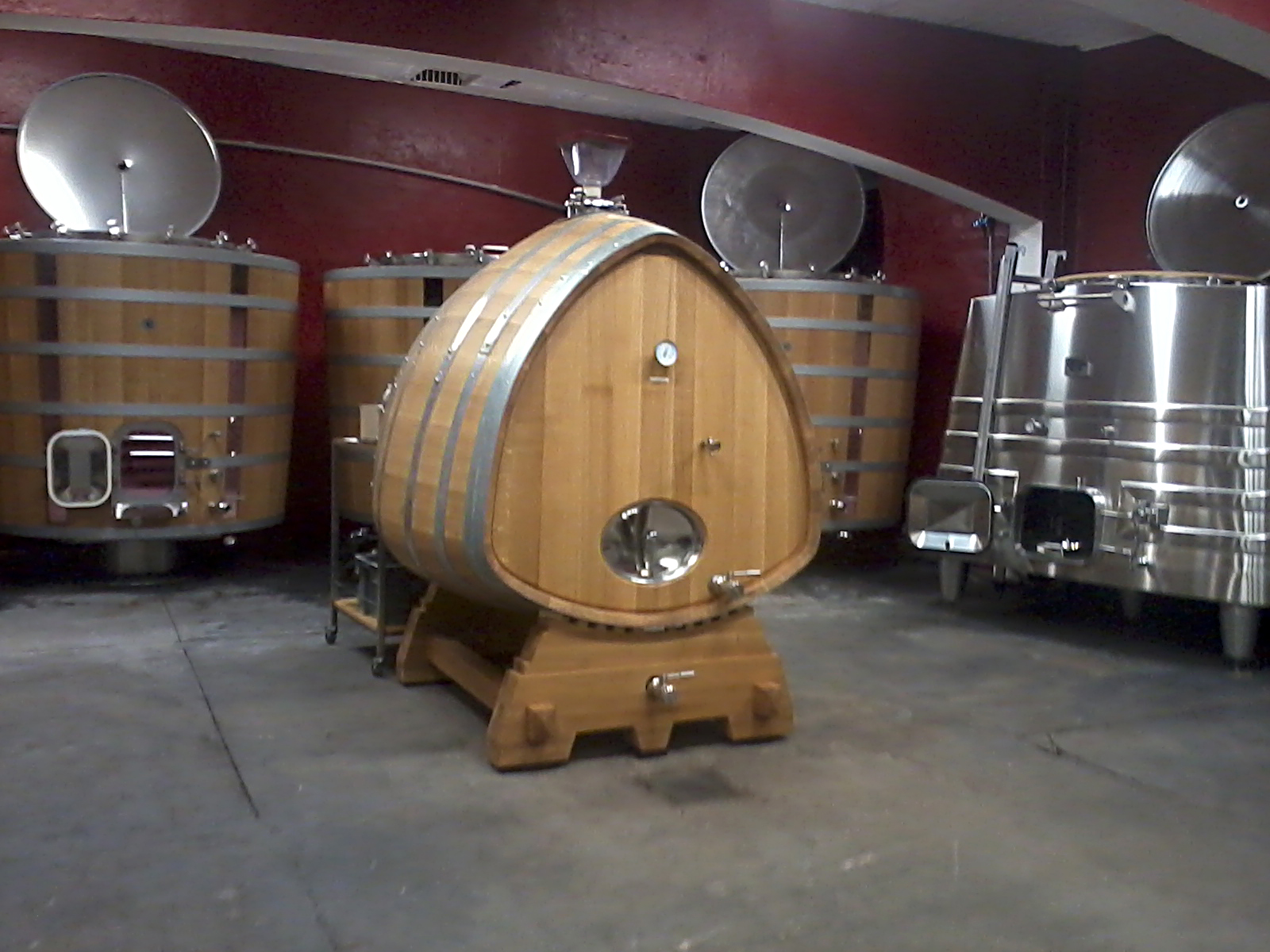
Foudre de forme triangulaire, pièce d'œuvre d'un tonnelier.